# Bluelight
Bluelight é um fórum virtual dedicado à discussão de redução de danos relativo a qualquer coisa considerada uma droga, como as substâncias que alteram o corpo ou a mente . 
O Bluelight possui parceria com a Associação Multidisciplinar de Estudos Psicodélicos (MAPS), uma organização focada na pesquisa clínica de medicamentos psicodélicos, e com o Pill Reports, um banco de dados para resultados de testes de pílulas. Há links diretos para ambas as organizações nos fórums da página inicial do Bluelight.     

## Assistência à Pesquisa Acadêmica
Bluelight foi mencionado várias publicações acadêmicas.